# Один цент США
Один цент США (в просторечии «пенни», по аналогии с разменной монетой Великобритании) — монеты США номиналом в 1 цент (или, что то же, одной сотой доли доллара), чеканящиеся с 1793 года по 2026 год. Имеют множество разновидностей. С 2010 года выпускался цент со щитом на реверсе.

## История

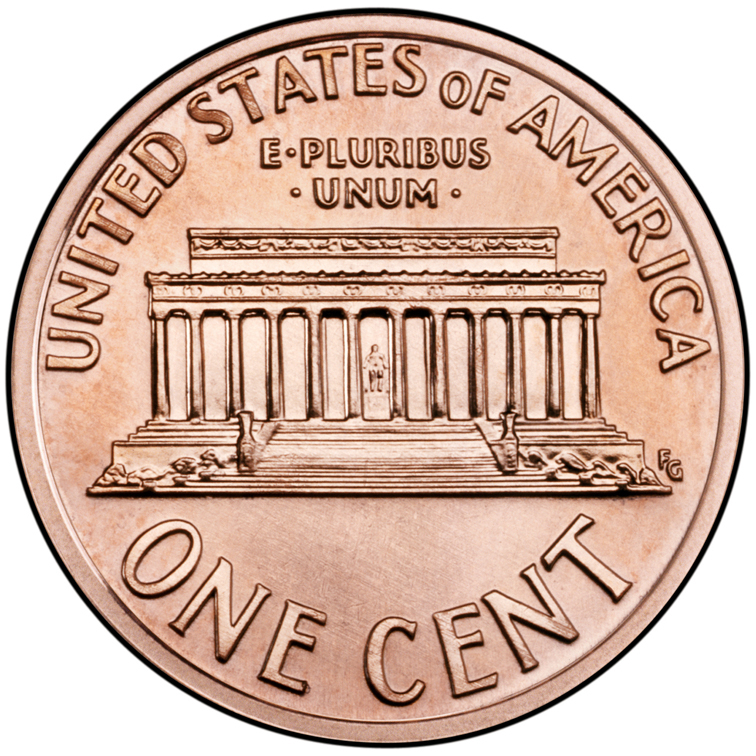
Реверс монеты 1959–2008 годов выпуска

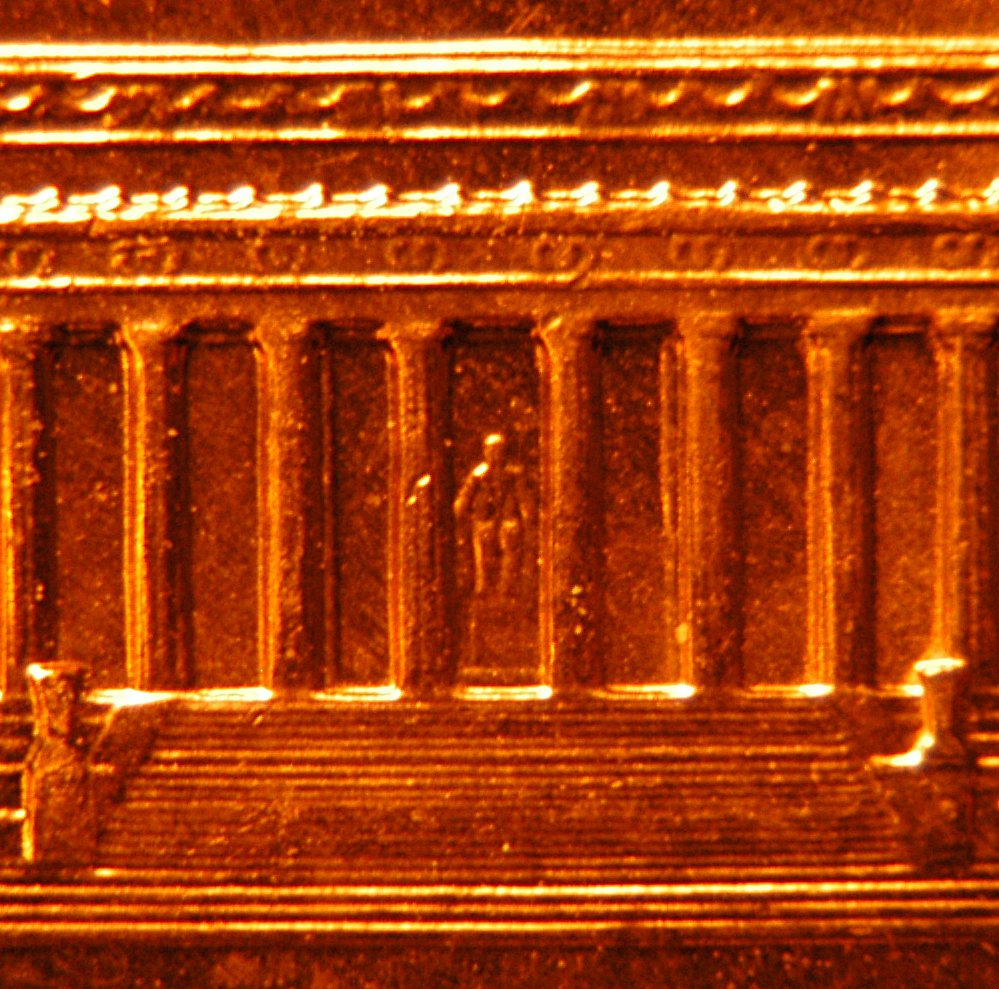
Статуя Линкольна между колоннами мемориала

Первым американским центом был фугио-цент, отчеканенный в конце XVIII века. На нём был использован девиз E pluribus unum.
В 1959 году, на 150-летие со дня рождения Линкольна, дизайн реверса был видоизменён. Вместо колосков пшеницы на монету было помещено изображение мемориала Линкольну. На сохранных экземплярах между колоннами можно различить изображение статуи 16-го американского президента. Данный тип монеты чеканился многомиллиардными тиражами вплоть до 2008 года.
Очередная круглая дата (200 лет со дня рождения) была отмечена чеканкой 4 монет, символизирующих периоды жизни Авраама Линкольна.

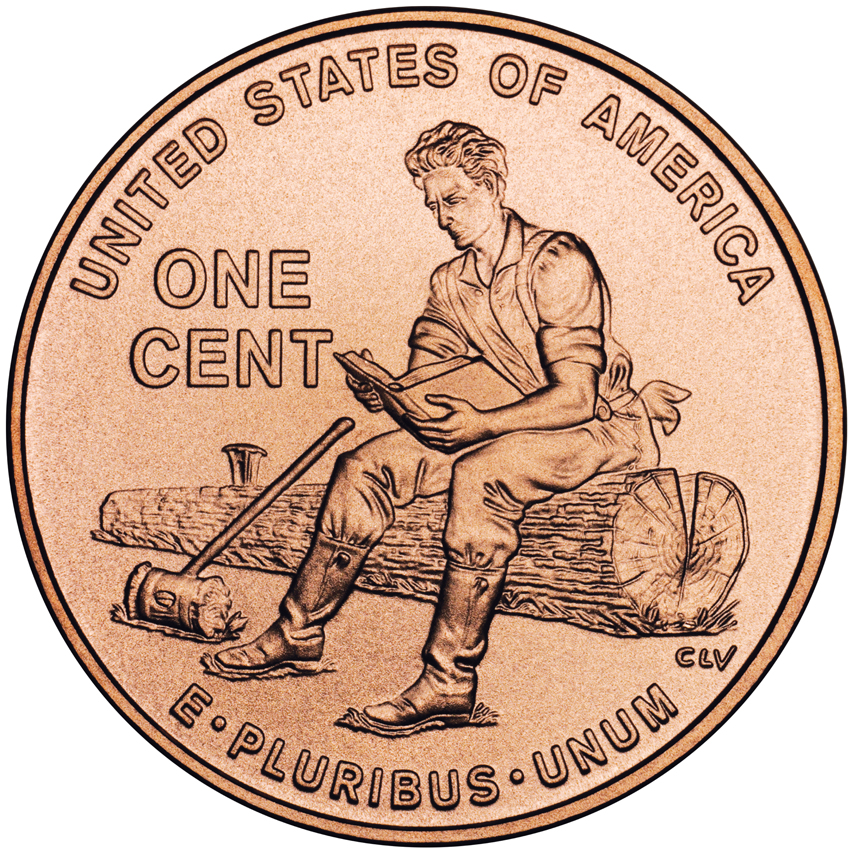
Юность Линкольна

В различные годы металл, из которого чеканили монеты, менялся. С 1959 по 1962 годы монета изготавливалась из бронзы (95 % Cu и 5 % Sn/Zn), с 1963 по 1982 годы — из латуни (95 % Cu и 5 % Zn). С 1982 года монета на 97,5 % состоит из цинка, покрытого медью.
В последние годы из-за роста рыночной стоимости металлов сложилась ситуация, когда внутренняя стоимость монеты (стоимость металла из которого она отчеканена) превышает её номинальную стоимость. В США даже была введена уголовная ответственность за переплавку монет с целью получения прибыли.
В 2010 году дизайн монеты был видоизменён — на реверсе изображён щит с 13 вертикальными полосами, символизирующий государственное и национальное единство.
Пшеничные центы чеканились на 3 монетных дворах. О происхождении монеты из того или другого монетного двора свидетельствует небольшая буква на аверсе снизу от года:
- отсутствует — монетный двор Филадельфии, Пенсильвания
- D — монетный двор Денвера, Колорадо
- S — монетный двор Сан-Франциско, Калифорния

Предполагается прекратить чеканку одноцентовых монет с начала 2026 года.

## Типы одноцентовых монет
Одноцентовые монеты в США чеканятся с 1793 года. Существует несколько монетных типов, которые на данный момент хоть и являются законным платёжным средством, но в обиходе не циркулируют:
- Первые одноцентовые монеты США (1793–1807)
- Цент с изображением Свободы в классическом стиле (1808–1814)
- Цент с изображением Свободы в диадеме (1816–1857)
- Цент с летящим орлом (1856–1858)
- Цент с изображением индейца (1859–1909)
- Пшеничный цент (1909–1958)